# Potamethus singularis
Potamethus singularis är en ringmaskart som beskrevs av Hartman 1965. Potamethus singularis ingår i släktet Potamethus och familjen Sabellidae. Inga underarter finns listade i Catalogue of Life.